# Cale de l'Épi
La cale de l'Épi est une jetée située sur le port de la commune de Cancale, dans le département français d'Ille-et-Vilaine, région Bretagne.

## Historique
La cale fut construite en 1838 par les Ponts et chaussées. L'ouvrage fut prolongé en 1886 par une structure coudée, partie pierre et partie béton. Les ouvertures ménagées tout le long de l'épi gênant la tranquillité du mouillage, on décida de les fermer vers 1890.
Elle fait l’objet d’une inscription au titre des monuments historiques depuis le 21 novembre 1995.

## Description et architecture
La cale est constituée d'un quai d'embarquement de 50 m de long sur 4 m de large réalisé en pierres sèches et percé de 19 arches séparées par des gradins ayant pour fonction de faciliter l'accostage des embarcations. Cette construction est prolongée par un musoir oblique relié à la partie ancienne par une estacade de manière à offrir une aire protégée des vents d'ouest.

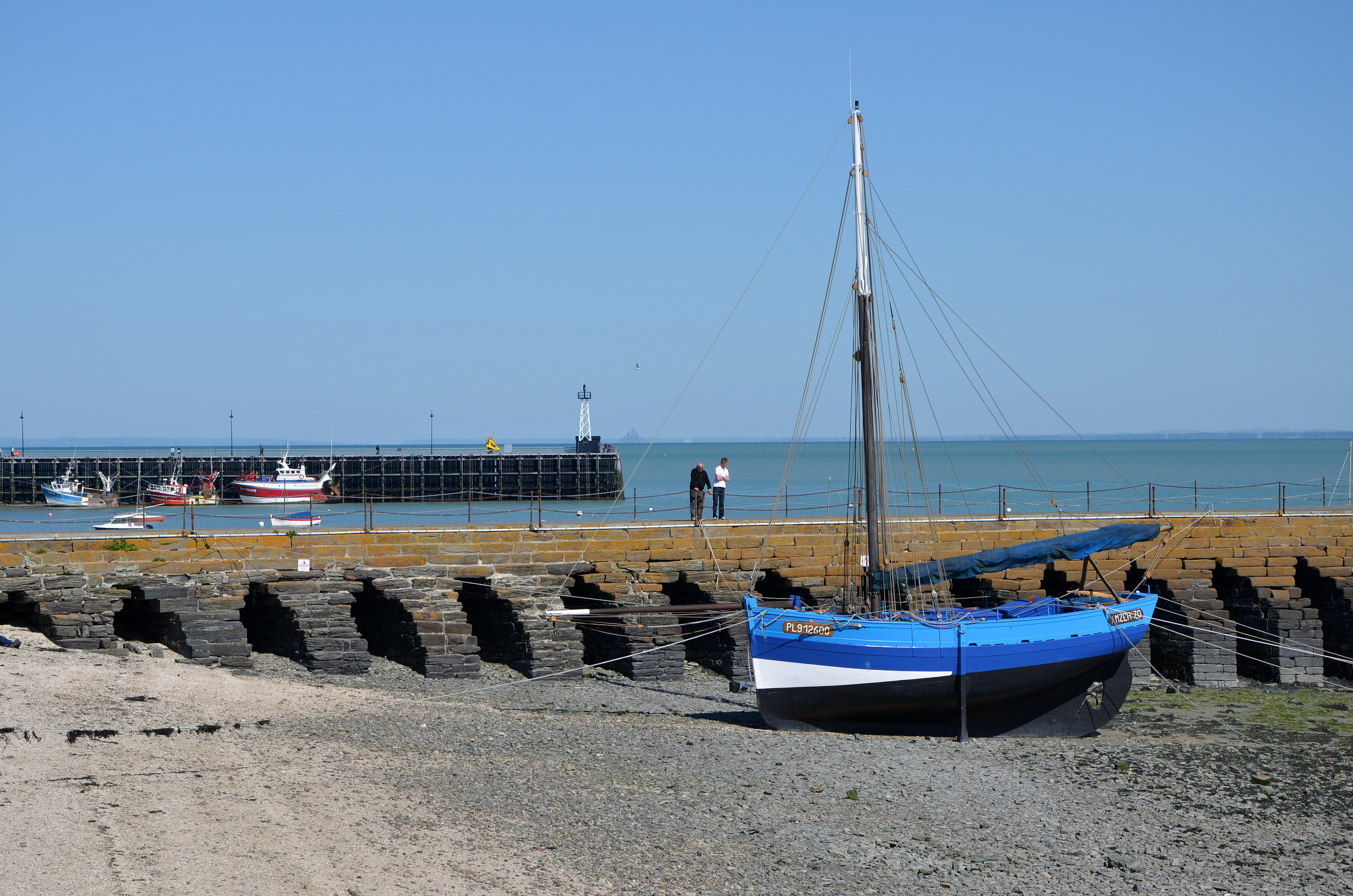
La partie ancienne avec les arches.
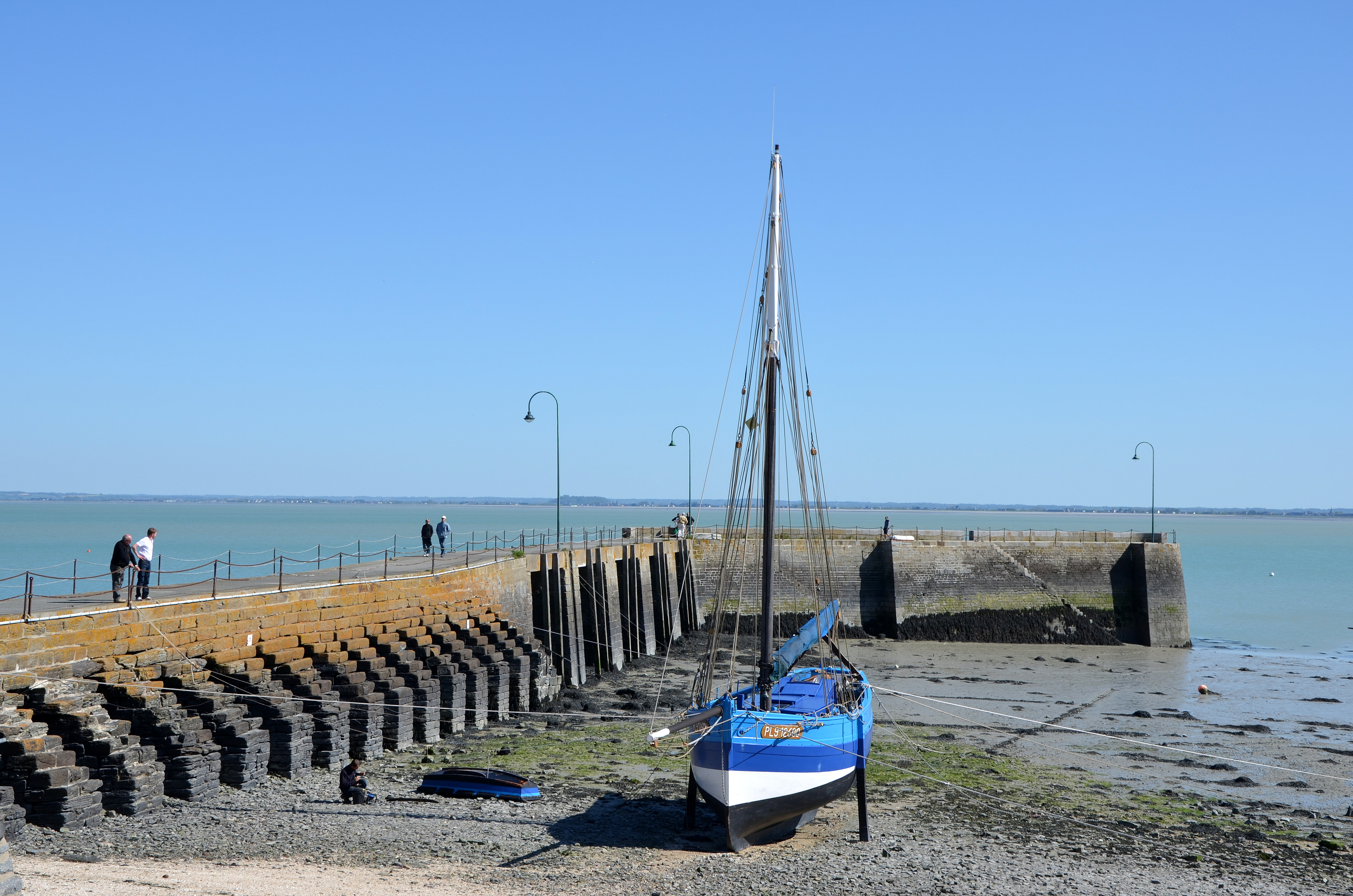
Le musoir oblique et l'estacade.